# Антверп Порт Эпик 2024
7-й выпуск  Антверп Порт Эпик — шоссейной однодневной велогонки по дорогамв окрестностях бельгийского портового города Антверпен. Гонка прошла 19 мая 2024 года в рамках Европейского тура UCI 2024. Победу одержал датский велогонщик Александер Кристофф.

## Участники
В гонке приняли участие 24 команды: 4 команды категории UCI WorldTeam, 8 UCI ProTeam команд и 12 UCI Continental Team.
| UCI WorldTeams (2)- Intermarché-Wanty - Arkéa-B&B Hotels UCI ProTeams (8)- Bingoal WB - Caja Rural-Seguros RGA - Euskaltel-Euskadi - TDT-Unibet - Team Flanders-Baloise - Equipo Kern Pharma - TotalEnergies - Uno-X Mobility UCI Continental Teams (15)- Airtox-Carl Ras - Alpecin-Deceuninck Development Team - Israel Premier Tech Academy - Lotto Dstny Development Team - Philippe Wagner-Bazin - Rembe Pro Cycling Team Sauerland - Tarteletto-Isorex - ColoQuick - Lotto Kern-Haus PSD Bank - Volkerwessels Cycling Team - Team Visma \| Lease a Bike Development - Baloise Trek Lions - BEAT Cycling Club - Myvelo Pro Cycling Team - Novapor Speedbike Любительская, клубная или региональная команда- Deschacht-Hens-FSP |
| |

## Маршрут
Несмотря на то, что в гонке нет серьёзных перепадов высот, маршрут достаточно сложный. Участники преодолели 22 сектора бездорожья, разделённых между грунтовыми и асфальтированными дорогами. Некоторые из этих секторов повторились, а в целом трасса проложена вокруг Большого порта города Антверпен. В общей сложности участникам пришлось проехать почти 60 километров по бездорожью на дистанции в 178 километров.

## Ход гонки
Вскоре после начала гонки в отрыв ушли датчане Никлас Амди Педерсен, Александр Арнт Хансен и Аксель Бех Скот-Хансен, но датское трио ни разу не вырвалось вперед более чем на две минуты. За 73 километра до финиша они были поглощены пелотоном. После участка со встречным ветром, который вскоре сменился попутным, атаки возобновилась. Здесь Пьер-Андре Котэ и Юри Холлманн воспользовались шансом и быстро увеличили преимущество. Позже Эмильен Жаньер попробовал догнать их в неудачной атаке. По мере того, как дороги становились уже, а брусчатка — больше, начались падения. Упали, в частности, Даниэль Стампе, Джанни Вермерш и Хьюго Пейдж. В конце концов шедший впереди дуэт был поглощен преследованием. Однако Холлманн попытался отыграться и теперь ехал в одиночку. Он отыграл 20 секунд на широких дорогах в направлении Антверпена. В пелотоне Uno-X, Intermarche и Lotto Dstny вышли вперед и начали преследование, и им удалось догнать немца. Вскоре после этого Жюльен атаковал Вермота, но также был пойман. В финишном спринте первым стал Александер Кристофф.

## Результаты
| \| Генеральная классификация \| Генеральная классификация \| Генеральная классификация \| Генеральная классификация \| Генеральная классификация \| \| Гонщик \| Гонщик \| Команда \| Время \| \| \| ------------------------- \| ------------------------- \| ------------------------- \| ------------------------- \| ------------------------- \| \| 1-й \| Александер Кристофф \| Uno-X Mobility \| 4ч 13' 48 \| \| \| 2-й \| Эмильен Жаньер \| TotalEnergies \| + 0 \| \| \| 3-й \| Одес Когут \| Israel-Premier Tech \| + 0 \| \| |                     |                     |           |
| |                     |                     |           |
| Источник: ProCyclingStats |                     |                     |           |
| Генеральная классификация |                     |                     |           |
| Гонщик | Гонщик              | Команда             | Время     |
| 1-й | Александер Кристофф | Uno-X Mobility      | 4ч 13' 48 |
| 2-й | Эмильен Жаньер      | TotalEnergies       | + 0       |
| 3-й | Одес Когут          | Israel-Premier Tech | + 0       |